# Берёзовка (городской округ Печора)
Берёзовка — посёлок в Печорском районе Республики Коми. Входит в состав сельского поселения «Чикшино».
Расположен в 30 км к юго-западу от города Печора, в правобережье Кожвы. Находится в 5,5 км от железной дороги, ближайшая остановка — пл. Каменка (останавливается пригородный поезд Печора — Ираёль).
Рядом с пос. Новая Берёзовка расположен геологический заказник республиканского значения «Скалы Каменки».

## История
Недалеко от посёлка располагался военный аэродром Берёзовка. В настоящее время он используется как вертолётная площадка. Также в посёлке действовала воинская часть № 89449. 24 июля 2009 года совершил первый рейс автобусный маршрут № 101 Печора — Берёзовка — Печора.
В 2009 году была открыта автомобильная дорога Чикшино — Берёзовка.

## Население
| ▲ 3879 | ▼ 2719 | ▼ 1605 | ▲ 1714 |

| 2002 | 2010 |
| ---- | ---- |
| 530  | ↘352 |